# Ikaria-Schneeglöckchen
Das Ikaria-Schneeglöckchen (Galanthus ikariae) ist eine Pflanzenart aus der Gattung der Schneeglöckchen (Galanthus) in der Familie der Amaryllisgewächse (Amaryllidaceae). 

## Beschreibung
Das Ikaria-Schneeglöckchen ist eine ausdauernde krautige Pflanze, die Wuchshöhen von 6 bis 26 Zentimeter erreicht. Dieser Geophyt bildet eine Zwiebel als Überdauerungsorgan aus. Die bandförmigen und unten verschmälerten Laubblätter messen zur Blütezeit 5 bis 25 × 0,6 bis 2,5 Zentimeter. Sie sind hell- oder dunkelgrün gefärbt. Die äußeren Blütenhüllblätter sind weiß, länglich-eiförmig und messen 1,8 bis 3 (3,2) × 1,1 bis 1,6 Zentimeter. Die inneren Blütenhüllblätter sind weiß gefärbt, am Grund keilförmig, an der Spitze ausgerandet und messen 1 bis 1,4 × 0,7 bis 1 Zentimeter. Sie haben an der Spitze einen großen u-förmigen, grünen Fleck von variabler Ausdehnung.
Die Blütezeit reicht von Februar bis März.

## Systematik
Das Ikaria-Schneeglöckchen wurde 1893 von John Gilbert Baker auf der Grundlage von im Auftrag des englischen Pflanzensammlers Edward Whittall (1851–1917) auf Ikaria gesammelten Materials erstbeschrieben. Es wird in zwei Unterarten aufgeteilt:
- Galanthus ikariae subsp. ikariae

Die Laubblätter sind dunkelgrün, bis 1,5 (selten 2) Zentimeter breit. Der grüne Fleck der inneren Blütenhüllblätter reicht immer über die Hälfte hinaus. Die Pflanze hat 2n = 24 Chromosomen. Diese Unterart ist ein Endemit der ostägäischen Insel Ikaria.
- Galanthus ikariae subsp. snogerupii Kamari

Die Laubblätter sind hellgrün, glänzend, am Rand etwas gewellt, 1,5 bis 2,5 Zentimeter breit. Die Blüten sind etwas größer als bei der anderen Unterart. Der grüne Fleck der inneren Blütenhüllblätter reicht erreicht die Hälfte oder ist etwas kürzer. Die Chromosomenzahl beträgt ebenfalls 2n = 24. Diese Unterart ist ein Endemit der ägäischen Inseln Andros, Naxos und Skyros. Ihre Eigenständigkeit wird allerdings nicht von allen anerkannt.

## Standort
Das Ikaria-Schneeglöckchen kommt in feuchten Schattlagen in Bachschluchten, an Felsen und unter Phryganasträuchern in von Insel zu Insel unterschiedlichen Höhenlagen zwischen 50 und 900 Metern vor.

## Nutzung
Das Ikaria-Schneeglöckchen wird selten als Zierpflanze für feuchte Böden unter Gehölzen genutzt. Möglicherweise wurde es früher häufiger kultiviert. Es ist seit ungefähr 1800 in Kultur. Die derzeit als "Ikaria-Schneeglöckchen" gehandelten Pflanzen gehören meistens zum Woronow-Schneeglöckchen (Galanthus woronowii).